# Медведівка (Махнівська сільська громада)
Медве́дівка — село в Україні, у Махнівській сільській громаді Хмільницького району Вінницької області. Населення становить 348 осіб. До 2019 орган місцевого самоврядування — Махнівська сільська рада.

## Історія
12 червня 2020 року, відповідно до Розпорядження Кабінету Міністрів України № 707-р, «Про визначення адміністративних центрів та затвердження територій територіальних громад Вінницької області», увійшло до складу Махнівської сільської.
19 липня 2020 року, в результаті адміністративно-територіальної реформи і ліквідації Козятинського району, село увійшло до складу новоутвореного Хмільницького району.

## Населення

### Мова
Розподіл населення за рідною мовою за даними перепису 2001 року:
| Мова       | Кількість | Відсоток |
| ---------- | --------- | -------- |
| українська | 343       | 98.56%   |
| російська  | 4         | 1.15%    |
| румунська  | 1         | 0.29%    |
| Усього     | 348       | 100%     |